# كيم كامبل (لاعب كرة قدم)
كيم كامبل (بالإنجليزية: Chem Campbell)‏ (من مواليد 30 ديسمبر 2002) هو لاعب كرة قدم يلعب كلاعب وسط في وولفرهامبتون واندررز. ولد في إنجلترا، وهو لاعب دولي سابق في فريق ويلز.